# HD79158
HD79158 — хімічно пекулярна зоря спектрального класу B9, що має  видиму зоряну величину в смузі V приблизно  5,3.
Вона  розташована на відстані близько 573,2 світлових років від Сонця.

## Фізичні характеристики
Зоря HD79158 обертається 
порівняно повільно 
навколо своєї осі. Проєкція її екваторіальної швидкості на промінь зору становить  Vsin(i)= 49км/сек.

## Пекулярний хімічний склад
HD79158 належить до Хімічно пекулярних зір з пониженим вмістом гелію 
й в її  зоряній атмосфері спостерігається нестача He у порівнянні з його вмістом в атмосфері Сонця.

## Магнітне поле
Спектр даної зорі вказує на наявність магнітного поля у її зоряній атмосфері.
Напруженість повздовжної компоненти поля оціненої з аналізу
становить  672,0± 226,2 Гаус.